# Neivamyrmex cratensis
Neivamyrmex cratensis é uma espécie de formiga do gênero Neivamyrmex.